# جان مک کومب
جان مک کومب (انگلیسی: John McCombe؛ زادهٔ ۷ مهٔ ۱۹۸۵ بازیکن فوتبال اهل بریتانیا است.
از باشگاه‌هایی که در آن بازی کرده‌است می‌توان به باشگاه فوتبال تورکی یونایتد، باشگاه فوتبال هادرزفیلد تاون، باشگاه فوتبال بوستون یونایتد، باشگاه فوتبال هرفورد یونایتد، باشگاه فوتبال یورک سیتی، باشگاه فوتبال مکلسفیلد تاون، باشگاه فوتبال پورت ویل، و باشگاه فوتبال منزفیلد تاون اشاره کرد.